# Джаны-Базар (Ошская область)
Джаны-Базар (кирг. Жаңы-Базар) — село в Ноокатском районе Ошской области Кыргызстана. Административный центр Исановского айылного аймака.

## География
Село расположено в западной части области, на левом берегу реки Косчан, на расстоянии приблизительно 9 километров (по прямой) к востоку от города Ноокат, административного центра района. Абсолютная высота — 1383 метра над уровнем моря.

## Население
Согласно оценочным данным Национального статистического комитета Кыргызской Республики, численность населения села на начало 2023 года составляла 2662 человека.
| год     | 2009 | 2014 | 2015 | 2020 | 2021 | 2023 |
| ------- | ---- | ---- | ---- | ---- | ---- | ---- |
| человек | 1751 | 2151 | 2247 | 2600 | 2657 | 2662 |